# Cromatografia gasosa
Cromatografia gasosa (CG) ou cromatografia gás-líquido (CGL), é um tipo comum de cromatografia usada em química orgânica para separação de compostos que podem ser vaporizados sem decomposição.

## História
Usos típicos da Cromatografia Gasosa incluem teste de pureza de uma substância em particular, ou separação de diversos componentes de uma mistura (as quantidades relativas de um determinado componente também podem ser determinadas). Em algumas situações, a Cromatografia Gasosa pode ajudar a identificar um composto. Em química de microescala, Cromatografia Gasosa pode ser usada para preparar compostos puros de uma mistura.
Em cromatografia gasosa, a fase em movimento (ou "fase móvel") é um gás transportador, normalmente um gás inerte tal como o hélio ou um gás não reativo tal como o nitrogênio. A fase estacionária é uma camada microscópica de líquido ou polímero sobre um sólido inerte, dentro de uma peça tubular de vidro ou metal chamada coluna. O instrumento usado para realizar a cromatografia gasosa é chamado cromatógrafo a gás (mais raramente "aerógrafo" ou "separador a gás").
Os compostos gasosos sendo analisados interagem com as paredes da coluna, a qual é revestida com diferentes fases estacionárias. Isto causa que cada composto "elui" a um tempo diferente, conhecido como tempo de retenção do composto. A comparação de tempos de retenção é que dá a Cromatografia Gasosa sua eficiência analítica.
Cromatografia gasosa é em princípio similar à cromatografia em coluna (assim como outras formas de cromatografia, tal como a HPLC, TLC), mas tem diversas diferenças notáveis. Primeiramente, o processo de separação dos compostos em uma mistura é carregada entre uma fase líquida estacionária e uma fase de gás em movimento, enquanto na cromatografia em coluna a fase estacionária é um sólido e a fase móvel é um líquido. (Por este motivo o nome completo adequado do procedimento é "cromatografia gás-líquido", referindo-se às fases móveis e estacionárias, respectivamente.) Secundariamente, a coluna através da qual a fase gasosa passa é localizada em um forno onde a temperatura do gás pode ser controlada, enquanto a cromatografia em coluna (tipicamente) não possui qualquer controle de temperatura. Em terceiro lugar, a concentração de um composto na fase gás é unicamente uma função da pressão de vapor do gás.
Cromatografia gasosa é também similar a destilação fracionada, devido a ambos os processos separarem os componentes de uma mistura primariamente baseando-se em diferentes pontos de ebulição (ou pressões de vapor). Entretanto, a destilação fracionada é tipicamente usada para separar componentes de uma mistura em grande escala, enquanto CG pode ser usada numa escala muito menor (i.e. microescala).
Cromatografia gasosa é também algumas vezes conhecida como cromatografia em fase vapor (CFC), ou cromatografia de partição gás-líquido (CPGL). Estes nomes alternativos, assim como suas respectivas abreviações, são frequentemente encontradas em literatura científica. Estritamente falando, CFGL é a mais correta terminologia, e é então preferível por muitos autores.
Cromatografia data de 1903 no trabalho do cientista russo Mikhail Semenovich Tswett. O estudante graduado alemão Fritz Prior desenvolveu a cromatografia gasosa de estado sólido em 1947. Archer John Porter Martin, quem foi vencedor do Prêmio Nobel por seu trabalho no desenvolvimento das cromatografias líquido-líquido (1941) e em papel (1944), estabeleceu os fundamentos para o desenvolvimento da cromatografia gasosa e posteriormente produziu a cromatografia gás-líquido (1950).

## Análise através de Cromatografia Gasosa
Uma cromatografia gasosa é um processo de análise química instrumental por separação de compostos químicos e uma amostra complexa. Uma cromatografia gasosa usa um tubo estreito através do qual se dá o fluxo conhecido como coluna, através do qual diferentes constituintes de uma amostra passam em uma corrente de gás (gás condutor, ou transportador, a fase móvel) em diferentes taxas dependendo de várias propriedades físicas e químicas e suas interações com um específico recheio da coluna, chamada fase estacionária. Como os compostos químicos saem no final da coluna, são detectados e identificados eletronicamente. A função da fase estacionária na coluna é separar componentes diferentes, causando a cada um saída da coluna em um tempo diferente (tempo de retenção). Outros parâmetros que podem ser usados para alterar a ordem ou tempo de retenção são a taxa de fluxo do gás condutor e a temperatura.
Em uma análise CG, um volume conhecido de analito gasoso ou líquido é injetado na entrada da coluna, geralmente com o uso de uma microsseringa (ou com fibras de microextração de fase sólida, ou ). Conforme o gás carregador leva as moléculas do analito através da coluna, essa movimentação é inibida pela adsorção das moléculas do analito nas paredes da coluna ou no material do empacotamento da mesma. A taxa com que as moléculas progridem ao longo da coluna depende da força da adsorção que, por sua vez, depende do tipo de molécula e do material da fase estacionária. Uma vez que cada tipo de molécula tem uma taxa de progressão diferente, os vários componentes da mistura de analito são separados conforme progridem ao longo da coluna, chegado ao fim dela em momentos diferentes (tempos de retenção). Um detector é empregado para monitorar o fluxo de saída da coluna. Assim, o momento em que cada componente sai da coluna, e a quantidade deles, pode ser determinada. Geralmente, as substâncias são identificadas (qualitativamente) pela ordem na qual emergem (eluem) da coluna e pelo tempo de retenção do analito na coluna.

## Componentes físicos

Diagrama de um cromatógrafo gasoso.

### Injetores automáticos
O injetor automático permite a introdução automatizada de amostra nos inlets. A injeção manual ainda é possível, porém não é mais comum. A injeção automática fornece melhor reprodutibilidade e otimização de tempo.
Existem diferentes tipos de injetores automáticos. Eles podem ser classificados de acordo com a capacidade (número de amostras com a qual é possível trabalhar), de acordo com a tecnologia robótica (XYZ robot vs. rotating/SCARA-robot – o mais comum), ou conforme a análise:
- Líquido
- Microextração de fase sólida (SPME)

Tradicionalmente, os fabricantes de injetores não são os mesmos que fabricam os cromatógrafos, e atualmente nenhum fabricante de CGs oferece uma linha completa de injetores automáticos. Historicamente, os países mais ativos em tecnologia de amostragem automática são os Estados Unidos da América, a Itália e a Suíça.

## Ligação externas
- Gas Chromatography Help Site (em inglês)